# Bertrand Chameroy
 (février 2025).
Pour les articles homonymes, voir Chameroy.
Bertrand Chameroy est un animateur, chroniqueur de télévision et journaliste français né le 28 janvier 1989 à Nice (Alpes-Maritimes). Après les chaînes Direct 8, D8 puis W9 et C8, il arrive dans le groupe France Télévisions en 2020. À la radio, il a  notamment exercé sur Europe 1 entre 2015 et 2021, et sur France Inter à partir de 2025.

## Biographie

### Enfance
Bertrand Chameroy est né à Nice, dans les Alpes-Maritimes, et passe son enfance à Cantaron dans l'arrière-pays niçois.

### Études et formation
Après avoir fait ses études de journalisme à l'École de journalisme de Cannes (université Nice-Sophia-Antipolis), il commence par un stage de fichiste au Grand Journal de Canal+.

### 2009-2011: débuts dansMorandini!sur Direct 8
Il intègre en 2009 — après casting — l'équipe de l'émission Morandini ! sur Direct 8 à l'âge de vingt ans. Il assure la voix-off des reportages et double les séquences étrangères.
Le 8 juillet 2011, il fait sa première apparition sur le plateau de l'émission pour parler de la séquence Le Débrief, à laquelle il a prêté sa voix tous les lundis de la saison. Son humour le démarque vite de ses collègues et il dynamise l'émission. Dès août 2011, il présente cette chronique chaque semaine sur le plateau.

### 2012-2016: chroniqueur puis animateur sur D8 et Europe 1

#### Touche pas à mon poste!
En septembre 2012, Bertrand Chameroy est repéré par Christelle Graillot, responsable de la cellule repérage de la chaîne Canal+. Bien que son casting ait été un échec, Cyril Hanouna le recrute au moment où son émission de télévision Touche pas à mon poste ! est sur le point d'être transférée de France 4 à D8 après le rachat de cette dernière par Canal+.
Dès le 8 octobre 2012, lors de la première émission de TPMP sur D8, il présente ainsi sa propre chronique : "La Télé à Cham", un top 3 des séquences les plus drôles du moment trouvées dans les médias. Avant la présentation de sa chronique, Hanouna l'annonce comme « LE transfert de l'été ».
En 2013, la rubrique, renommée "Les News de Cham" change de formule et devient une sorte de zapping. En 2014, la chronique est renommée "Ce qu'il fallait louper" pour faire référence à la célèbre rubrique "Ce qu'il ne fallait pas louper" et diffusait toutes les gaffes et les imprévus de la télé et du net. Elle change rapidement de nom pour devenir "Le Journal de Bertrand Chameroy", qui est toujours un zapping de l'actualité contenant les mini-rubriques "Le 36-15 Vedettes" pour le pire des stars ou "Le journal des journaux" pour l'actualité des JT à l'étranger.
Chameroy est également chroniqueur, quelquefois, autour de la table avec les autres membres de l'équipe. Sa chronique est également présente lors des prime-time spéciaux de Touche pas à mon poste !. Dans l'émission quotidienne, il a également participé à des séquences comme "House of Crades" avec Camille Combal.
Le 8 mars 2016, il annonce en direct dans Touche pas à mon poste ! son intention d' « arrêter provisoirement l'émission » en raison de sa surmédiatisation et d' « un manque de plaisir lors de ses chroniques ». Cette décision entraîne une vague de rumeurs dans les médias et sur les réseaux sociaux concernant Bertrand Chameroy, alors que le scandale entre le magazine Society et l'émission Touche pas à mon poste ! bat son plein.
Le 23 juin, il participe au prime-time Touche pas à mon poste ! refait l'année ! présenté en direct par Cyril Hanouna entouré de chroniqueurs habituels.

#### Autres émissions
Il remplace Camille Combal comme co-animateur au côté de Cyril Hanouna lors des cinquième et sixième numéros du jeu L'Œuf ou la Poule ? diffusés en première partie de soirée les 9 et 30 octobre 2014.
Le 28 mai 2015, Bertrand Chameroy anime en prime-time sur D8 Le Journal de Bertrand Chameroy, une adaptation de sa chronique de Touche pas à mon poste !. Cette émission revient le 3 décembre 2015 dans une version retravaillée.
Il rejoint, en 2015, l'émission de radio Les Pieds dans le plat sur Europe 1 aux côtés de Cyril Hanouna, Jean-Luc Lemoine ou encore Valérie Bénaïm.
Le 31 mars 2016, le troisième et dernier numéro du Journal de Bertrand Chameroy (enregistré) est diffusé en première partie de soirée sur D8.

### 2016-2017: animateur sur W9
Le 26 mai 2016, le magazine GQ annonce l'arrivée de Bertrand Chameroy pour la rentrée 2016 sur la chaîne W9 où il doit animer une émission hebdomadaire en deuxième partie de soirée. Le 6 septembre 2016, la chaîne annonce son arrivée à l'antenne le 27 septembre 2016 avec l'émission OFNI, l'info retournée, produite par R&G et proposée en direct et en public. Il coprésente l'émission tout d'abord avec Adèle Galloy, puis avec Jill Vandermeulen à partir du 28 février 2017.
Il déclare, en septembre 2016, lors d'une interview[évasif] qu'il « ne se sentait plus à l'aise avec l'ambiance potache et divertissement pur qu'a prise Touche pas à mon poste !, voulant parler d'information, de politique, de François Hollande ou de Nicolas Sarkozy ». Soulagé de son départ, il avoue « avoir pleuré des larmes de joie » après sa démission. Cependant, il nie être « la taupe qui a trahi Cyril Hanouna en parlant au magazine Society » mais il se moquait complètement du fait que certains l'accusent. La voie que prend Bertrand Chameroy, celle de l'information humoristique, fait écho ce qu'a accompli et produit Yann Barthès dans Le Petit Journal sur Canal+ et Quotidien sur TMC.
Bertrand Chameroy est comparé à un petit frère, un « nouveau Yann Barthès» par le magazine GQ.
Le 23 novembre 2016, il présente en prime-time l'émission Bertrand Chameroy retourne la télé, accompagné d'Erika Moulet et Éric Naulleau.
Le 12 mars 2017, il présente en prime-time sur W9, Les OFNI Awards de la présidentielle, avec Jill Vandermeulen à la co-présentation. Bertrand Chameroy et son équipe reviennent sur l'actualité de la campagne présidentielle des politiques avec humour et dérision. L'émission se compose de parodies, imitations, fausses enquêtes et micros-trottoirs. En juin, l'arrêt d'OFNI est annoncé et Bertrand Chameroy présente le dernier numéro le 19 juillet.

### 2017-2018: chroniqueur sur Europe 1 et C8
À la rentrée 2017, il fait partie de l'équipe de chroniqueurs entourant Daphné Bürki pour sa nouvelle émission sur Europe 1, Bonjour la France. Cependant l'émission est arrêtée au bout d'une seule saison.
En septembre 2018, Bertrand Chameroy fait son retour à la télévision sur C8. Il réintègre l'émission Touche pas à mon poste ! le 3 septembre, jour de rentrée de l'émission, après l'avoir quittée deux ans auparavant en mars 2016. Il y anime la chronique "La météo de Bertrand Chameroy" dans laquelle il présente le bulletin météo et joue des parodies. La séquence, qui ne fait pas l'unanimité auprès des téléspectateurs, est arrêtée après quatre jours d'antenne. Il doit également être chroniqueur dans l'émission Balance ton post ! présentée par Cyril Hanouna et diffusée tous les vendredis soir en deuxième partie de soirée. Cependant, il annonce le 20 septembre qu'il quitte Touche pas à mon poste !  et qu'il ne va pas participer à Balance ton post !.

### Depuis 2020: arrivée dans le groupe France Télévisions et retour à la radio
À partir de septembre 2020, il est à nouveau chroniqueur.
Dans l'émission d'Europe 1 Culture Médias, de Philippe Vandel, il tient quotidiennement la rubrique « L'écran de veille ». En juin 2021, dans l'émission Europe Matin, à la suite d'une chronique relative au rapprochement d'Europe 1 avec CNews, chronique visant plus particulièrement Vincent Bolloré, il est licencié de la station de radio,.
Bertrand Chameroy intervient d'autre part dans la pastille Le Speakerin, le vendredi, dans le talk-show C à vous présenté par Anne-Élisabeth Lemoine sur France 5. À compter de septembre 2021, il passe en rythme quotidien avec une rubrique plus étoffée intitulée L'ABC, les Actualités de Bertrand Chameroy.
D'octobre 2020 à juin 2021, Bertrand Chameroy présente aussi une rubrique dans le magazine culturel 6 à la maison, présenté par Anne-Élisabeth Lemoine et Patrick Cohen et diffusé en deuxième partie de soirée sur France 2. À partir du 5 janvier 2024, il présente Bertrand n’a pas sommeil, un talk-show en deuxième partie de soirée sur France 2. En avril suivant, l'émission n'est pas renouvelée par la chaîne et s'arrête après quatre numéros[réf. nécessaire].
En septembre 2022, il rejoint RTL pour y réaliser une chronique humoristique tous les lundis à 7 h 20 dans la matinale d'Amandine Bégot et Yves Calvi, appelé RTL sans filtre. La rubrique est supprimée de l'antenne à la fin de la saison.
En remplacement de Matthieu Noël parti en congé parental, Bertrand Chameroy arrive le 14 avril 2025 sur France Inter dans la matinale de Nicolas Demorand, Sonia Devillers et Léa Salamé, pour son billet humoristique quotidien de 7h58, du lundi au jeudi. Il y retrouve ainsi Patrick Cohen, également présent dans C à vous. Il termine sa période de remplacement le jeudi 1e mai, mais continue des remplacement occasionnels, comme le 8 mai.

## Vie privée
Il déclare en 2023, être marié « depuis quatre ans ».
En janvier 2025, il révèle souffrir de dépression après avoir justifié son absence à l’antenne par une « grosse grippe ». Il parle ouvertement de son combat pour lever le tabou autour de cette maladie. Soutenu par des professionnels, il revient par la suite à l’antenne après une pause de vingt jours.

## Bilan médiatique

### Parcours à la radio
- 2015-2016 : chroniqueur dans l'émission Les Pieds dans le plat sur Europe 1
- 2017-2018 : chroniqueur dans l'émission Bonjour la France ! sur Europe 1
- 2020-2021 : chroniqueur dans l'émission Culture Médias sur Europe 1[19]
- 2021 : chroniqueur dans Europe Matin sur Europe 1
- 2022-2023 : chroniqueur dans RTL sans filtre sur RTL
- 2025 : chroniqueur dans Le 7/10 sur France Inter.

### Émissions de télévision
- 2009 - 2012 : Morandini ! (Direct 8) : voix-off et chroniqueur
- 2012 - 2016 : Touche pas à mon poste ! (D8) : chroniqueur
- 2014 : L'Œuf ou la Poule ? (D8) : co-animateur/animateur
- 2015 - 2016 : Le Journal de Bertrand Chameroy (D8) : animateur
- 2016 - 2017 : OFNI, l'info retournée (W9) : animateur avec Adèle Galloy, puis avec Jill Vandermeulen
- 2016 : Bertrand Chameroy retourne la télé (W9) : animateur avec Erika Moulet et Éric Naulleau
- 2017 : Les OFNI Awards de la présidentielle (W9) : animateur
- 2017 : Fort Boyard (France 2) : participant
- 2018 : Touche pas à mon poste ! (C8) : chroniqueur
- Depuis 2020 : C à vous (France 5) : chroniqueur
- 2020-2021 : 6 à la maison (France 2) : chroniqueur
- 2022 : Téléthon 2022 (France 2) : co-animateur
- Décembre 2022 : L'ABC : L'Année Bertrand Chameroy (France 5) : animateur
- 2024 : Bertrand n'a pas sommeil (France 2) : animateur.

## Filmographie

### Séries télévisées
- 2000 : Les Cordier, juge et flic : apparition dans un épisode
- 2014 : Golden Moustache : apparition dans un épisode
- 2024 : Ça, c'est Paris ! (épisode 5 : Parigi) : lui-même

### Clip musical
- 2015 : Touche pas à ma fiesta ! de Collectif Métissé : apparition